# CP Волка
CP Волка (лат. CP Lupi) — одиночная переменная звезда в созвездии Волка на расстоянии (вычисленном из значения параллакса) приблизительно 10545 световых лет (около 3233 парсеков) от Солнца. Видимая звёздная величина звезды — от менее +16,3m до +15,5m.

## Характеристики
CP Волка — оранжево-красная пульсирующая переменная звезда, мирида (M:) спектрального класса M-K. Эффективная температура — около 3402 K.